# Porto Luís (distrito)
Porto Luís (em francês:  Port-Louis; em inglês:  Port Louis) é um distrito da Maurícia. Tem cerca de 127.885 habitantes e 44 km². Tem sede na vila de mesmo nome.

## Subdivisões
- Paille
- Grand River North West
- Roche-Bois
- Saint Croix
- Valle des pretes
- Karo Kalyptis

| Nordoeste: Porto Luís     | Norte: Pamplemousses | Nordeste: Flacq      |
| Oeste: Black River        | Moka                 | Leste: Pamplemousses |
| Suloeste: Plaines Wilhems | Sul: Moka            |                      |